# Iquinuapa
Iquinuapa är en ort i Mexiko.   Den ligger i kommunen Jalpa de Méndez och delstaten Tabasco, i den sydöstra delen av landet, 600 km öster om huvudstaden Mexico City. Iquinuapa ligger 7 meter över havet och antalet invånare är 2 915.
Terrängen runt Iquinuapa är mycket platt. Runt Iquinuapa är det ganska tätbefolkat, med 166 invånare per kvadratkilometer. Närmaste större samhälle är Jalpa de Méndez, 6,4 km öster om Iquinuapa. Trakten runt Iquinuapa består till största delen av jordbruksmark.